# Cambarco
Cambarco es una localidad del municipio de Cabezón de Liébana (Cantabria, España). En el año 2009 contaba con una población de 37 habitantes (INE). Esta localidad está situada a 520 metros de altitud sobre el nivel del mar, y a 3,8 kilómetros de la capital municipal, Cabezón de Liébana. Es una de las localidades que forman parte del «Valle Estrechu» o «Estrecho», también «Valdeaniezo», formado por el río Aniezo en la vertiente oeste de Peña Sagra. Cerca del pueblo hay una ermita rupestre.

## Demografía
| 2000 | 2001 | 2002 | 2003 | 2004 | 2005 | 2006 | 2007 | 2008 | 2009 |
| ---- | ---- | ---- | ---- | ---- | ---- | ---- | ---- | ---- | ---- |
| 45   | 46   | 43   | 37   | 37   | 35   | 34   | 35   | 34   | 37   |

Fuente: INE